# Каменный гость (фильм-опера, 1967)
«Ка́менный гость» — цветной фильм-опера советского режиссёра Владимира Гориккера. Экранизация одноимённой оперы А. С. Даргомыжского на сюжет трагедии А. С. Пушкина, музыкальный руководитель и дирижёр — Борис Хайкин. Главные сольные партии исполняют звёзды Большого театра — Владимир Атлантов, Тамара Милашкина, Александр Ведерников, Тамара Синявская и Артур Эйзен. Фильм снят на киностудии «Мосфильм» в 1967 году.
Премьера фильма в СССР состоялась 17 мая 1967 года.

## Сюжет
Фильм-опера является экранизацией одноимённой оперы А. С. Даргомыжского на сюжет трагедии А. С. Пушкина.

## В ролях
- Владимир Атлантов — дон Гуан (поёт он же)
- Ирина Печерникова — дона Анна (поёт Тамара Милашкина)
- Евгений Лебедев — Лепорелло (поёт Александр Ведерников)
- Лариса Трембовельская — Лаура (поёт Тамара Синявская)
- Георгий Шевцов — дон Карлос (поёт Михаил Киселёв)
- Гурген Тонунц — монах (поёт Артур Эйзен)
- Фёдор Никитин — первый гость (поёт Анатолий Орфёнов)
- Александр Локшин — второй гость
- Алексей Гелева — статуя Командора (поёт он же)
- Эммануил Геллер — хозяин таверны
- Виктор Кулаков
- Людмила Власова
- Людмила Дианова
- Макс Максимов

## Музыканты
- Оперно-симфонический оркестр Всесоюзного радио и телевидения
- Дирижёр — Борис Хайкин

## Съёмочная группа
- Режиссёр: Владимир Гориккер
- Авторы сценария: Владимир Гориккер, Андрей Донатов по одноимённой опере А. С. Даргомыжского и трагедии А. С. Пушкина
- Оператор: Леонид Косматов
- Художники-постановщики: Сергей Воронков, Ипполит Новодерёжкин
- Звукорежиссёр: Виктор Зорин
- Монтажёр: Валентина Кулагина

## Технические данные
- Обычный формат
- Цветной
- Время: 88 минут